# Lake View (Alabama)
Lake View è un comune degli Stati Uniti d'America situato nella contea di Tuscaloosa dello Stato dell'Alabama.